# Église du Mont Bokor
L'église du Mont Bokor est la plus haute église catholique romaine au Royaume du Cambodge au sommet de la station d'altitude de Bokor. Construite dans les années 1920, elle est l'une des rares églises du Cambodge à avoir survécu à la destruction systématique des églises et des pagodes sous la terreur des Khmers rouges. Actuellement en ruines, un projet de restauration est en cours d'élaboration.

## Histoire

### Une église au sommet du Cambodge
Les travaux de l'église du Mont Bokor commencent en 1919. L'église est voulue par le Père Bernard, missionnaire au Cambodge, et avec le soutien financier du Père Nicolas Couvreur, ancien procureur de la Société des Missions étrangères. Les travaux sont dirigés par le cartographiste Noël Salvarelli, mandaté par les autorités locales pour construire la route d'accès à la nouvelle station d'altitude du Mont Bokor, qui fera aussi baptiser son fils dans l'église une fois les travaux accomplis.

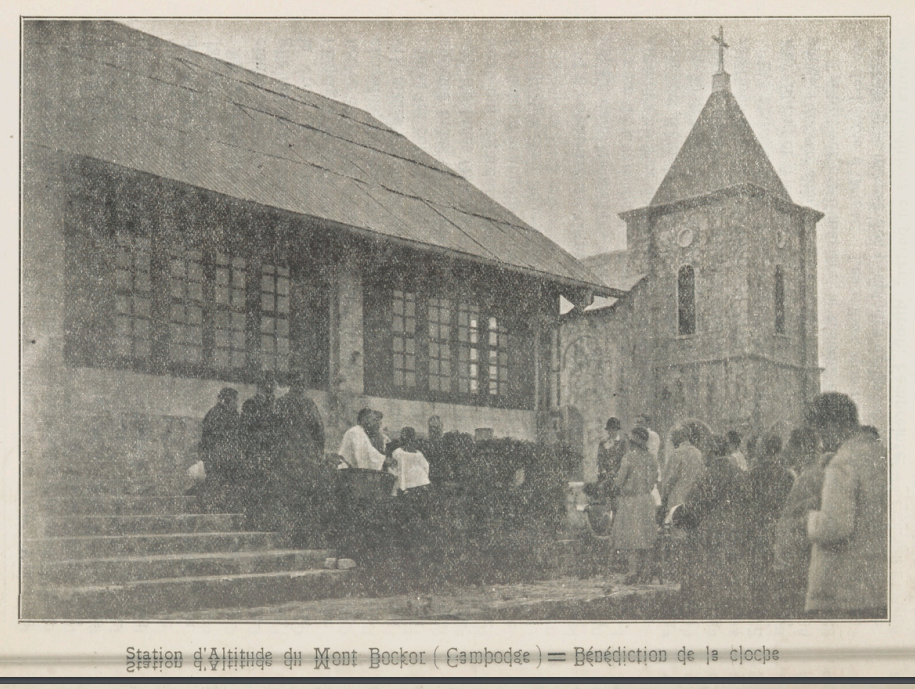
Bénédiction de la cloche de l'église de Bokor par Mgr Bouchut, vicaire apostolique du Cambodge.

Après près de dix années de travaux, en raison de l'éloignement et des difficultés logistiques propres au lieu, le 18 mars 1928, le vicaire apostolique MgrJean-Claude Bouchut célèbre la bénédiction de l'église avec sept autres prêtres en présence du Résident Supérieur du Cambodge, de Madame Le Fol, ainsi que de nombreux chrétiens venus de Phnom Penh et de Kampot. Le même jour a aussi lieu la bénédiction de la cloche, dont la marraine est Madame Le Fol, épouse du Résident général, et Monsieur Richomme, explorateur de la Piste Richomme entre Kratié et Saigon.

### Le refuge des Khmers rouges
Après l'abandon de la station, l'église aussi tombe en ruines. L’intérieur est pourtant cloisonné; on devine des boxes, des vestiges de toilettes et de cuisine, suggérant une caserne de fortune, construite dans le dernier bastion des Khmers rouges. Le lieu de culte subit des attaques vietnamiennes dans les années 80. Quand un bataillon français de l'Autorité provisoire des Nations Unies au Cambodge reprend le Bokor en 1993 et installe son quartier général dans l’ancien Bokor Palace Hôtel, les Khmers rouges quittent définitivement l’église qu’ils occupaient à proximité depuis les années 70.

### Une église en ruines
Depuis la chute du régime communiste et le rétablissement de la monarchie au Cambodge, l'église de Bokor est l'un des rares bâtiments que l'Eglise catholique s'est vue restituer par le gouvernement royal du Cambodge, au même titre que l’église Saint Joseph à Phnom Penh, l’église de Sihanoukville, le site catholique de Battambang.
En 2008, les voyageurs remarquent encore sur les parois des murs de l'église les impacts de tirs échangés lors des longues années de guerre au Cambodge.

### La restitution en vue de la restauration
La veille de Noël 2017, le gouvernement royal du Cambodge a invité le vicaire apostolique du Cambodge, Mgr Olivier Schimtthaeusler, ainsi que d'autres représentant de l'Eglise catholique pour officiellement restituer la propriété de l'édifice et du terrain avoisinant à l'Eglise catholique, reconnaissant un usage "indigne" d'un lieu sacré durant l'occupation de celui-ci par les Khmers rouges. Cette restitution a été faite en vue d'une restauration pour laquelle le vicariat apostolique de Phnom Penh a lancé un appel de fonds en mai 2021.

## Architecture

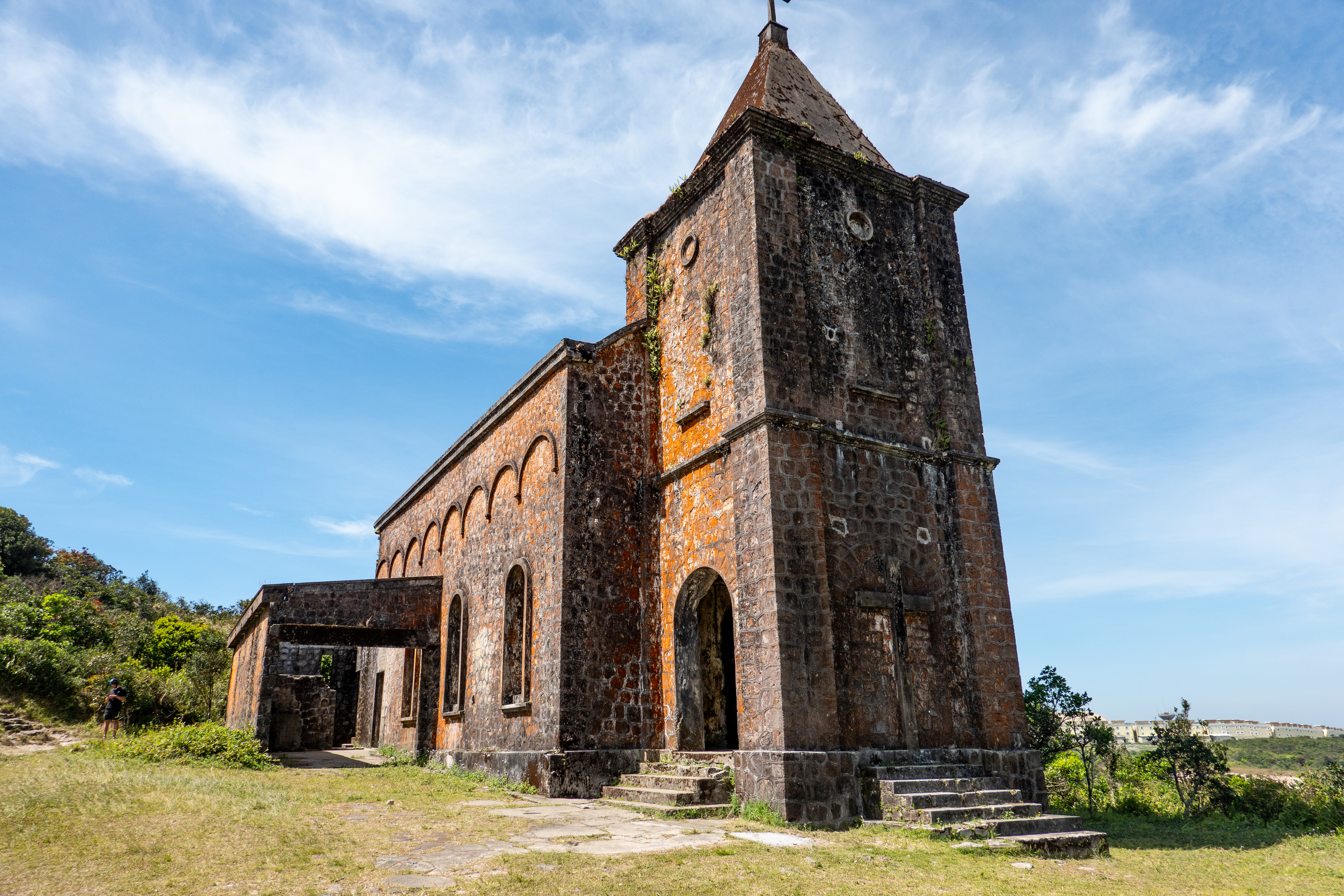
Le clocher carré bloque l'entrée par un calvaire sis au sommet de sept marches.

L'église, orientée selon un plan traditionnel, est en pierres extraites aux flancs de la montagne et surmontée d'un clocher trapu fait pour résister aux ouragans. Elle est construite dans un style néo-roman qui se remarque à l'unique voûte en berceau, aux fenêtres en arc plein cintre et au bandeau qui longent la structure.

## Popularité

### Pèlerinage chrétien
L'église de Bokor étant une des rares églises du Cambodge à avoir survécu aux massacres des Khmers rouges, elle est devenue un lieu de pèlerinage important pour la petite communauté catholique du Cambodge. L'église accueille aussi de nombreux pèlerins venus du Vietnam, qui y déposent différents objets de dévotion: statues du Sacré-Cœur et de la Vierge Marie, chapelets, bougies, … .

### Mariages khmers
L'église de Bokor est devenue un lieu populaire, voire incontournable, dans les séances photographiques de préparation au mariage pour les Khmers.

### L'église abandonnée, fantasme nostalgique et lieu commun de la littérature
L'église de Bokor, plus encore que les autres ruines de la station d'altitude, est devenue le lieu commun de l'expression d'une nostalgie du temps passé; elle est aussi un lieu commun dans la littérature de histoires d'horreurs.